# 砂田圭佑
砂田 圭佑（すなだ けいすけ、1933年11月21日 - 2015年9月6日）は、日本の政治家。衆議院議員（3期）を務めた。

## 来歴
兵庫県神戸市出身。おじの砂田重政、従兄の砂田重民も衆議院議員を務めている。
中央大学経済学部卒業後、議員秘書などを歴任し、第40回総選挙に砂田重民の後継候補として自民党公認で旧兵庫1区より出馬したが落選。次の第41回総選挙では兵庫1区で敗れたものの、比例近畿ブロックで自民党名簿1位で復活し初当選。
第42回総選挙においても同様に小選挙区では新進党→民主党の石井一に敗れての比例復活当選となる。中央省庁再編後の第2次森改造内閣で、財務大臣政務官に就任。
第1次小泉内閣で、財務大臣政務官に2度目の就任。
第1次小泉第2次改造内閣で、環境大臣政務官に就任。　　
第43回総選挙において、石井を破り小選挙区から初めて当選する。第2次小泉内閣で、環境大臣政務官に再任。
2004年10月以降、個人や業者から貸金や約束手形金の支払いを求める訴訟を神戸地裁に起こされたり議員歳費を差し押さえられるなど借入金問題が表面化したため地元から引退勧告が出るなどしたが、第44回総選挙には無所属で出馬し、落選した。さらに無所属出馬の咎で自民党から離党勧告がだされ、離党した。
2014年、旭日重光章受章。
2015年9月6日、心室細動のため死去。81歳没。

## 政歴
- 1993年7月18日 第40回総選挙に旧兵庫1区より、後継者が二人出馬するという事態になり、自身が真の後継者であるとの正当性を主張し自民党公認で出馬するも次点で落選した。
- 1996年10月20日 第41回総選挙に兵庫1区より出馬したが次点におわるも比例近畿ブロックから自民党名簿順位1位で復活し当選した。
- 2000年6月25日 第42回総選挙に兵庫1区より出馬したが次点におわるも比例近畿ブロックから自民党名簿順位7位で復活し当選した。
- 2003年11月9日 第43回総選挙に兵庫1区より出馬し当選した。
- 2005年9月11日 第44回総選挙において、自民党公認を得られずに無所属で出馬したが、自民党公認を得た盛山正仁に敗れ落選した。

## 務めた役職
- 環境大臣政務官
- 財務大臣政務官 (2回)
- 自民党政務調査会副会長
- 自民党国会対策委員会副委員長
- 自民党兵庫県連会長

## その他
- 派閥としては旧河本派→高村派に所属していた。
- アフリカ諸国議員連盟の活動に積極的であった。
- 外国人参政権ならびに人権擁護法案には慎重姿勢をとっていた。また、北朝鮮経済制裁には一貫して積極的であった。郵政民営化では綿貫民輔に接近したものの賛成の立場をとった。
- 選択的夫婦別姓制度に賛同していた[6]。
- ミサイル防衛システムの導入に一貫して積極的な姿勢をとってきた。
- 財務大臣政務官在任中の平成13年に住宅ローン減税制度創設に尽力した。